# 马守真
马守真（英語：Robert Henry Mathews，1877年7月13日—1970年）是一位澳大利亚传教士、汉学家，以1931年出版的《马守真华英字典》（Mathews' Chinese-English Dictionary）著称，该书在1943年由哈佛大学出版社修订再版，被视为经典，已经多次重印。他自1906年起服务于中国内地会，直到1945年退休回到澳大利亚。

## 早年
1877年7月13日，马守真出生于澳大利亚的Flemington，现在是墨尔本的一个郊区，父亲威廉出生于伦敦，而母亲玛丽则是澳洲人。马守真在墨尔本工人学院学习印刷时，开始热衷传教事业，尤其钦佩中国内地会。最终马守真放弃了自己的印刷生意，在1906年加入中国内地会，并在阿德雷德接受18个月的训练。 

## 在华传教
马守真在1908年10月4日来华布道，留在上海内地会总部一个短暂时期，然后分派到河南西华县。在上海年娶同工Annie Ethel Smith为妻。1915年调往安徽省徽州（今歙县）。在安徽期间，马守真发愤学习中文。
1921年，马守真回到河南，在军阀“基督将军”冯玉祥的部队带领圣经课程。然后他前往四川成都，在神学院教授圣经课四年。1926年，马守真回墨尔本休假。但是不久发生了南京事件，中国局势紧张，数千英国传教士撤离，所以直到1928年2月，马守真才得以返回中国。
马守真回到上海总部后，内地会委托他修订鲍康宁的《汉英分解字典》（An Analytical Chinese- English Dictionary，1900年）和《英华合璧》（A Mandrin Primer，1900年）。1931年，马守真完成了长达1200页的《马守真华英字典》（Mathews' Chinese-English Dictionary），1938年又完成了780页的《国语初阶》（Kuoyü Primer: Progressive Studies in the Chinese National Language.）。
1937年，日军占领上海华界。1941年，太平洋战争爆发，日军占领上海公共租界，不久开始拘捕欧美的敌国侨民。1943年4月，马守真夫妇被日军拘押在上海西南7英里的龙华集中营两年之久，直到1945年8月日本投降。

## 晚年
1945年，马守真夫妇回到墨尔本。三年后，澳大利亚国防部招募他参与档案资料的翻译。六年后，1957年，马守真辞职。由于他在语言方面的成就，墨尔本大学授予他荣誉文学博士学位。
1970年2月16日，马守真在墨尔本去世。享年93岁。

## 家庭
1908年12月30日在上海，马守真与来自新南威尔士州的澳大利亚内地会传教士Anne Ethel Smith结婚，他们育有三个孩子。第一位马师母在1920年病故。1922年，马守真娶同工安姑娘（Violet M. Ward ）为继配。第二位马师母协助马守真的文字工作，并著有《龙华集中营的日子》（Lunghwa Days and Ways）（1946）一书，在1954年去世。